# النقل في السودان
النقل في السودان في بداية عقد 1990 كان يشتمل على نظام سكك حديدية واسع النطاق يربط بين المناطق الحضرية، باستثناء المناطق الموجودة في أقصى الجنوب، وعلى شبكة طرقية غير متطورة، وعلى ممرات مائية طبيعية من قبيل نهر النيل وروافده، على خطوط جوية محلية ودولية. إضافة إلى هذه البنى التحتية، كان بور سودان وهو ميناء كبير على ساحل البحر الأحمر، يستفاد منه في التجارية البحرية الوطنية، ويتصل بالعاصمة الخرطوم عن طريق بخط أنابيب.

## النقل البري

### السكة حديد

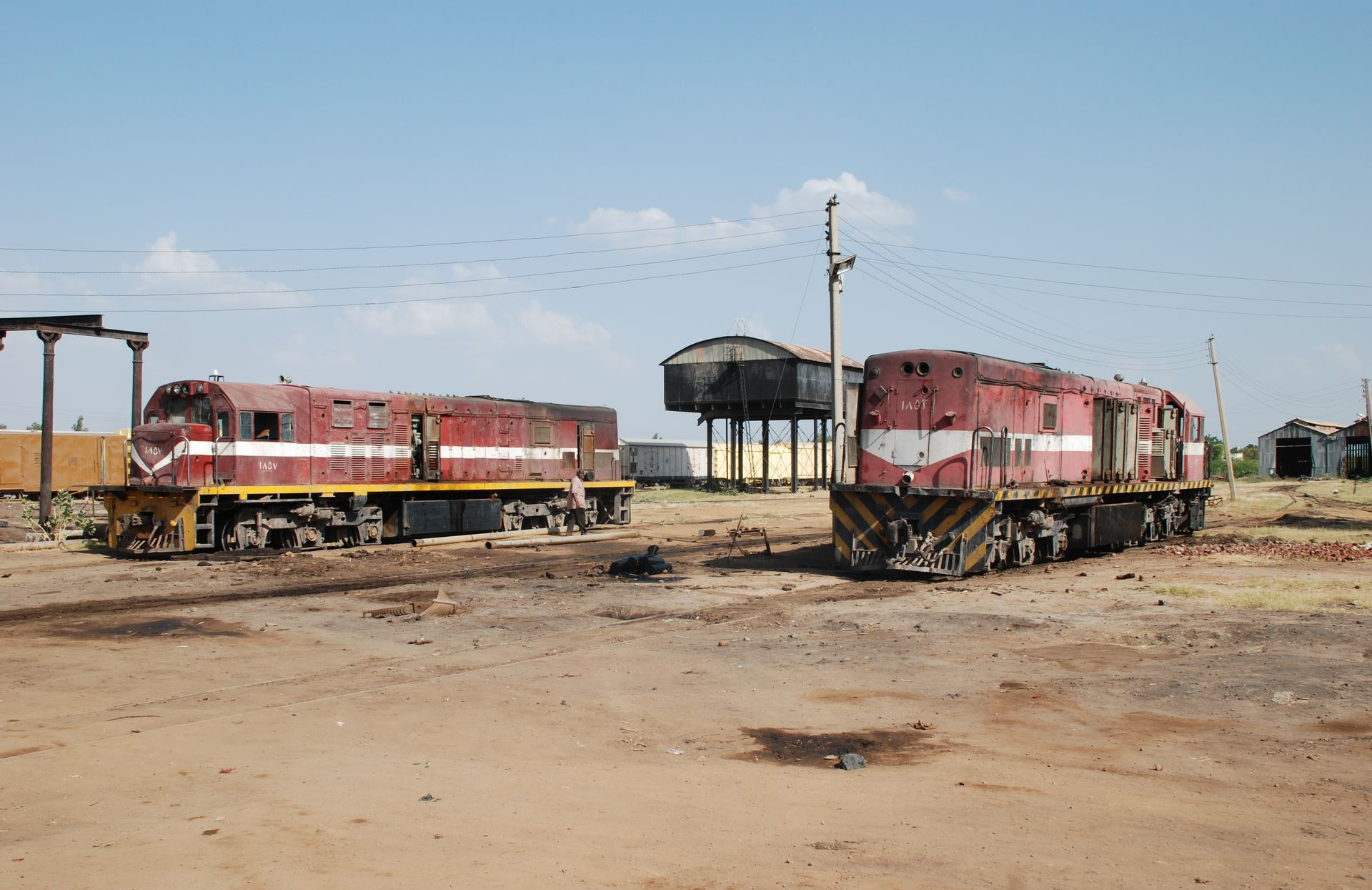
قاطرات في محطة كوستي، ولاية النيل الأبيض

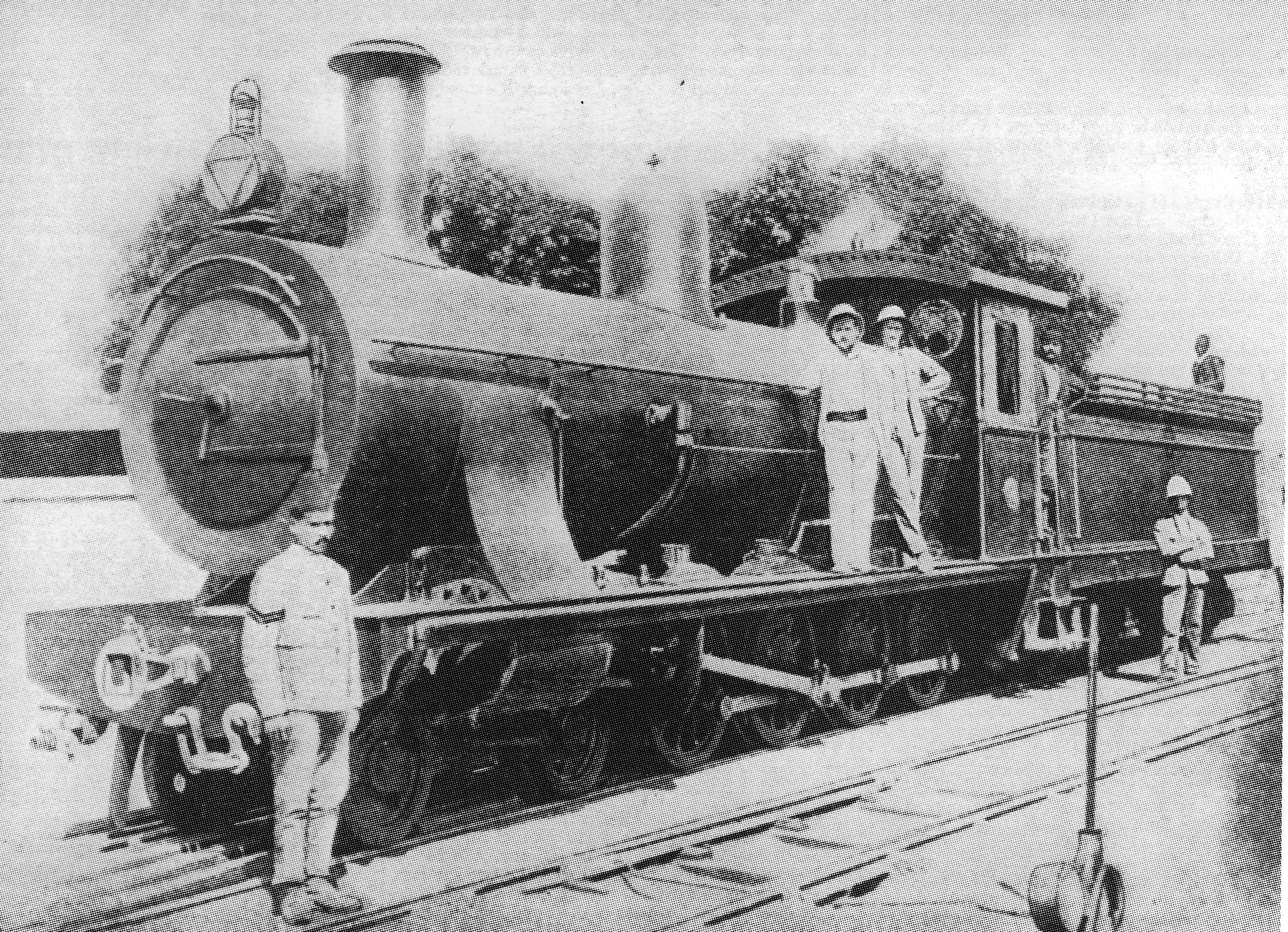
السودان من أوائل البلدان التي استخدمت السكة حديد

بدأ إنشاء السكك الحديدية عام 1875 م من مدينة وادي حلفا إلى الخرطوم على يد القوات البريطانية المصرية الغازية لنقل الجنود والعتاد في طريقهم نحو الخرطوم للقضاء على الدولة المهدية، ثم توالى بعد ذلك خلال الحقبة الاستعمارية وفترة ما بعد الاستقلال مدّ خطوط السكك الحديدية إلى مختلف أنحاء شمال السودان وحتى مدن نيالا في جنوب دار فور والروصيرص بجنوب النيل الأزرق ومدينة واو، في منطقة بحر الغزال بجنوب السودان، بلغ طول الخطوط الحديدية 4578 كيلومتر ولم يزداد الطول منذ نهاية حكم الفريق عبود في الستينات.
وتمتلك هيئة سكك حديد السودان حاليًا 130 قاطرة سفرية، وعدد 54 قاطرة مناورة، وحوالي 4187 عربة نقل للبضائع، 910 خزان نقل زيوت، 167 عربة ركاب. وتتمتع هيئة سكك حديد السودان بعضوية الاتحاد العالمي للسكك الحديدية (UIC) كما أنها من الأعضاء المؤسسين لاتحاد سكك حديد أفريقيا (UAR). ولها علاقات جيدة مع كثير من مؤسسات السكك الحديدية العالمية، وتربطها بروتوكولات تعاون مع الكثير منها.

### الجسور والطرق القومية
توجد في السودان شبكة من الجسور والطرق القومية للسيارات، وتبرز أهميتها في مواسم الأمطار حيث تتحول التربة في معظم مناطق السودان خاصة حزام السافانا في الوسط إلى أوحال لزجة يتعذر معها التنقل في بين الحضر والبوادي لولا هذه الطرق المعبّدة، وكذلك الحال في المناطق الصحراوية حيث تعوق الرمال والصخور الحركة خارج الطرق المعبدة.

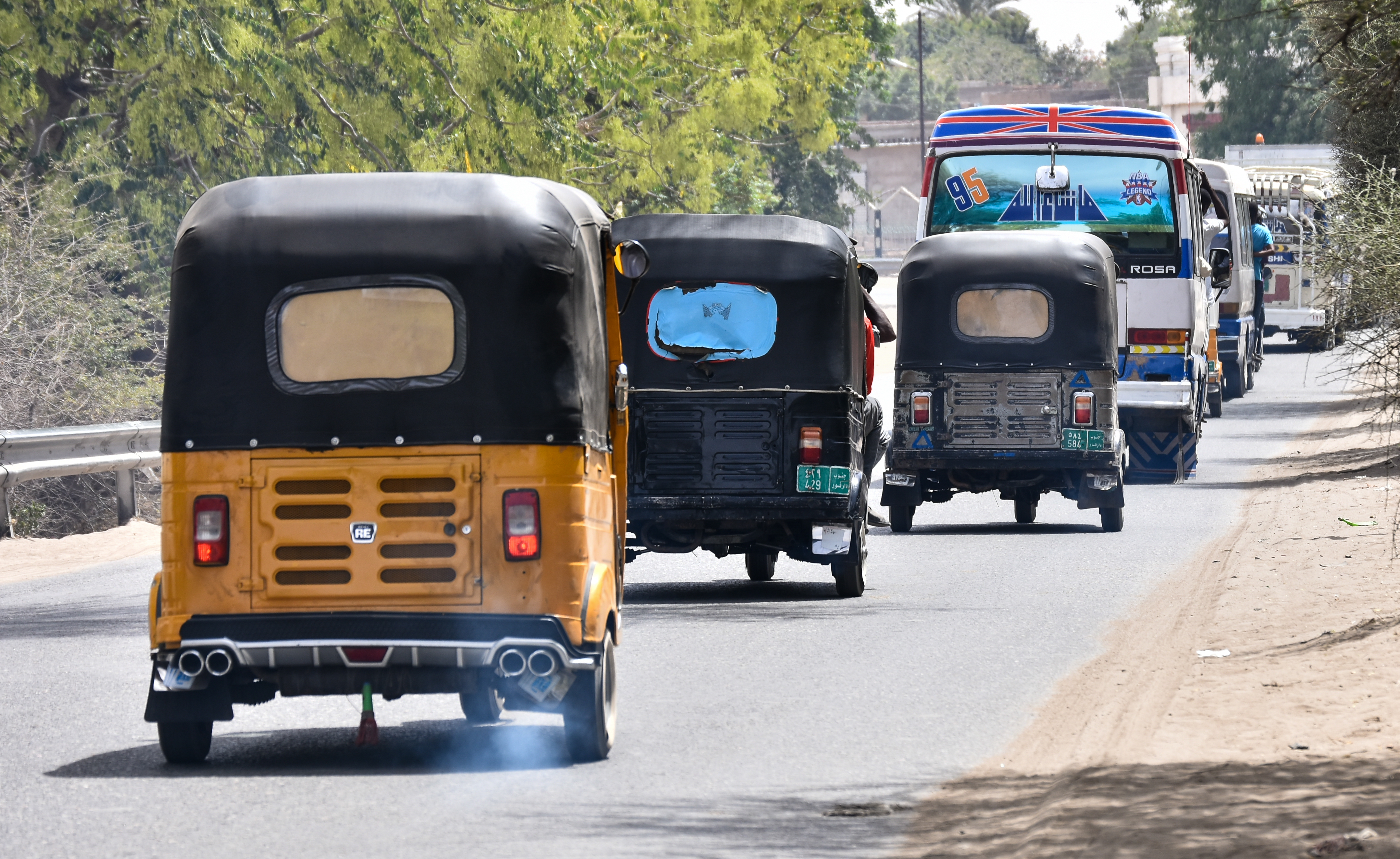
من انواع المواصلات

#### الجسور
وتشمل الجسور والتي يطلق عليها في السودان اسم كباري (المفرد كوبري) في العاصمة المثلثة الخرطوم والخرطوم بحري وأم درمان كلاً من كباري النيل الأبيض القديم، والنيل الأبيض الجديد(الإنقاذ)، والنيل الأزرق القديم، والمك نمر، وشمبات، والحلفايا، والجريف المنشية، وتوتي. وأما جسور الولايات فتشمل: كباري المشير البشير شندي-المتمة، وكوستي الجديد، وعطبرة- الدامر، و عطبرة الجديد، وأم الطيور- العكد، ودنقلا- السليم، والدبة، وأرقو، ومروي، ورفاعة، وحنتوب. كبرى الدويم.

#### الطرق القومية
أهم الطرق السريعة: طريق شريان الشمال الرابط بين أمدرمان ودنقلا وطريق أم الطيور (الدامر) مروي وطريق الإنقاذ الرابط بين الخرطوم ودارفور وطريق التحدي الخرطوم بورتسودان وطريق الخرطوم مدني سنار كسلا وطريق الخرطوم كوستي الأبيض.
أما الطرق الدولية فتربط بين السودان ومصر وأريتريا وأثيوبيا.

## النقل الجوي

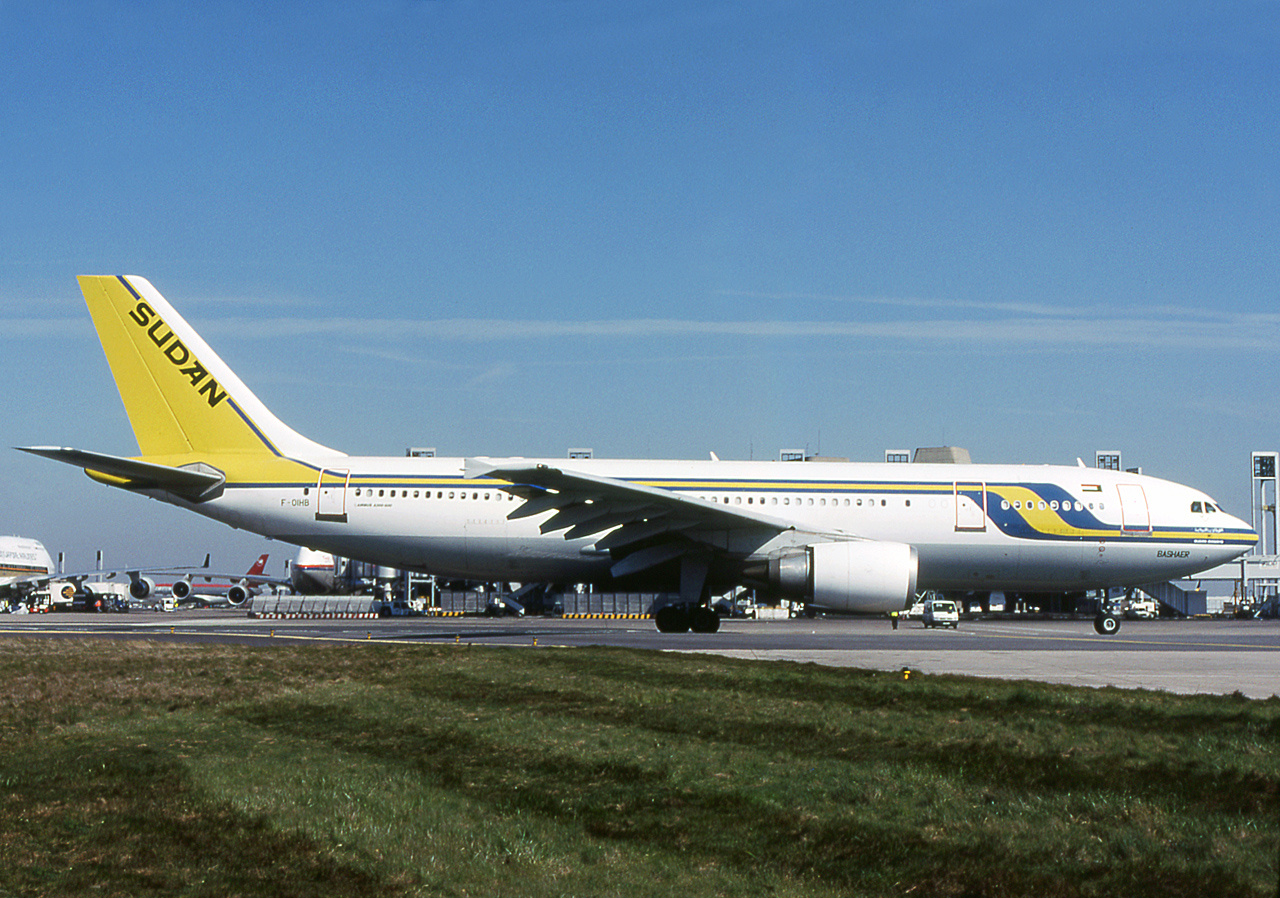
طائرة سودانير، الخطوط الجوية السودانية ،الناقل الوطني للسودان

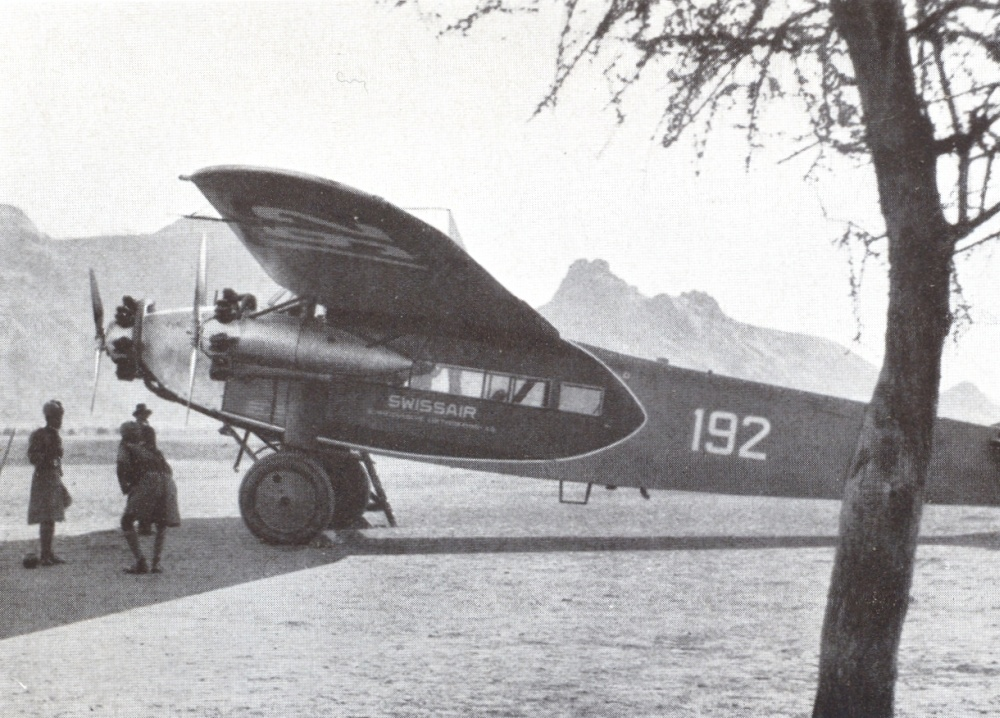
طائرة فوكر تابعة للطيران السويسري في مطار كسلا، 1935

تم إنشاء شركة الخطوط الجوية السودانية في عام 1947 حيث يمثل النقل الجوي عنصرًا هاما من عناصر التنمية الاقتصادية والاجتماعية وبرامج تنمية السياحة والصادرات والاستثمارات والتنمية العمرانية وربط المناطق الداخلية ببعضها، وكذلك ربط السودان بالعالم الخارجي. ويمتلك السودان 121 مطار منها 7 مطارات دولية أبرزها مطار الخرطوم الدولي. حسب سجلات عام 2009 م، مما يجعلها الدولة 49 بعدد مطاراتها.
انظر قائمة مطارات السودان .

## النقل البحري

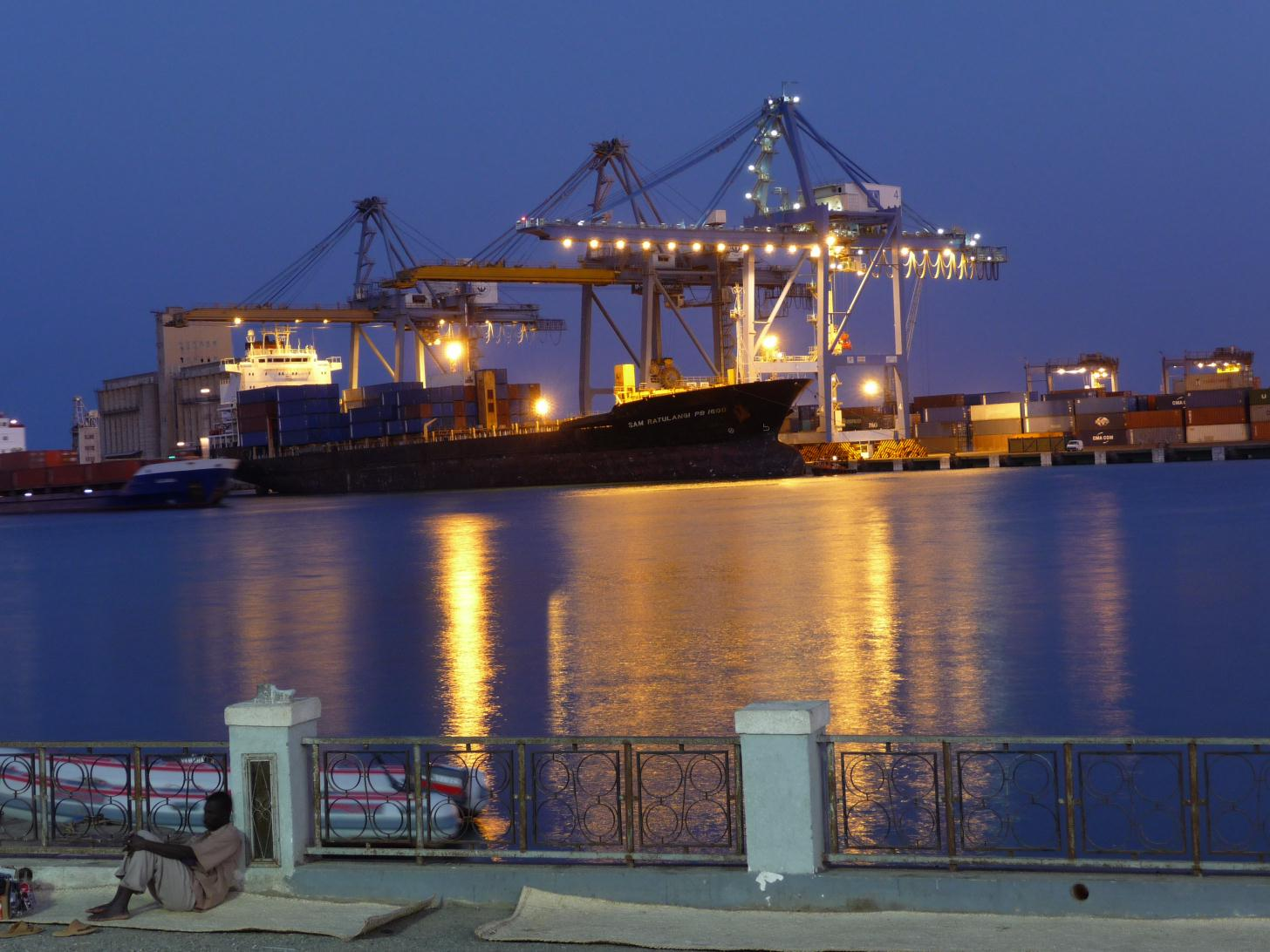
رافعة بأحد أقسام ميناء بورتسودان، ولاية البحر الأحمر

هو مصدر نقل مهم للسودان، ويربط السودان بالبلدان المجاورة ويوصل الصادرات السودانية إلى جميع أنحاء العالم. وهناك حوالي 7 موانئ بحرية في السودان:
- ميناء بورتسودان ويختص بمناولة البضائع العامة والزيوت والمولاس وصادرات المواشي والسلع المصبوبة مثل: المحاصيل والإسمنت والقمح والسماد.
- الميناء الجنوبي ويختص بمناولة الحاويات والغلال.
- الميناء الأخضر لبضائع الصب الجاف والبضائع العامة.

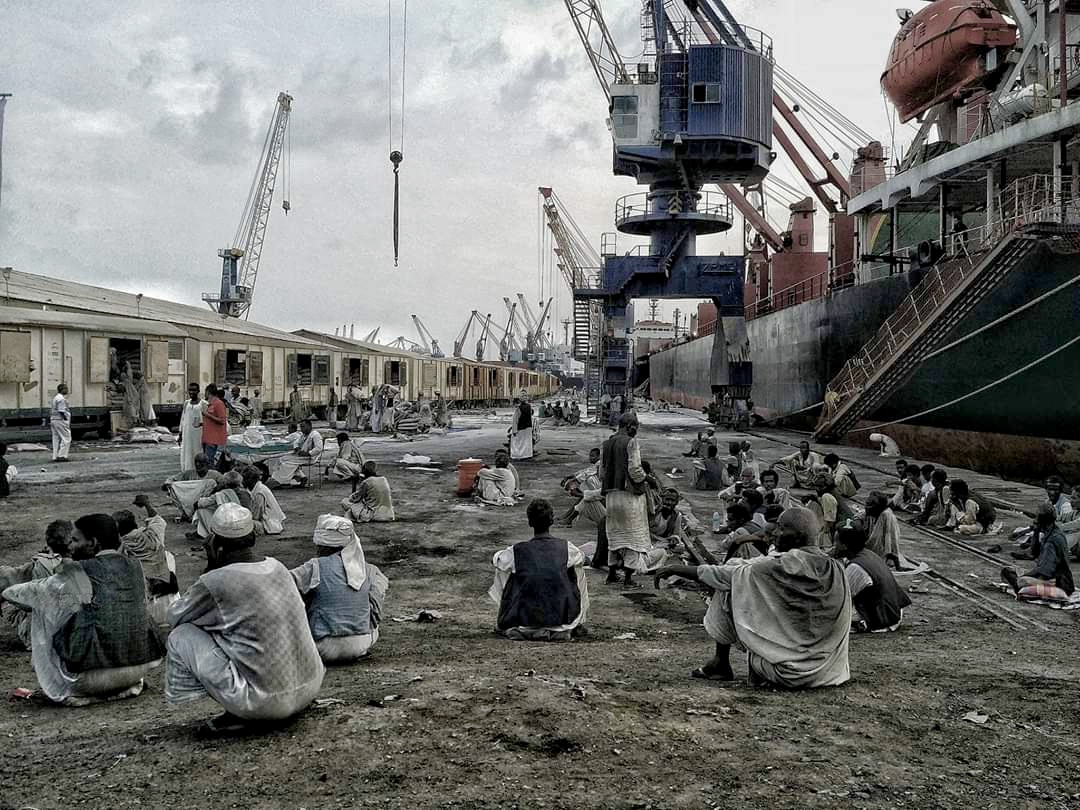
أناس ينتظرون في الميناء البحري بورسودان

- أناس ينتظرون في الميناء البحري بورسودان ميناء الخير وهو خاص بمناولة المشتقات البترولية.
- ميناء الأمير عثمان دقنة مخصص لحركة بواخر الركاب والأمتعة الشخصية. وميناء العربات وبواخر المواشي والبضائع العامة.

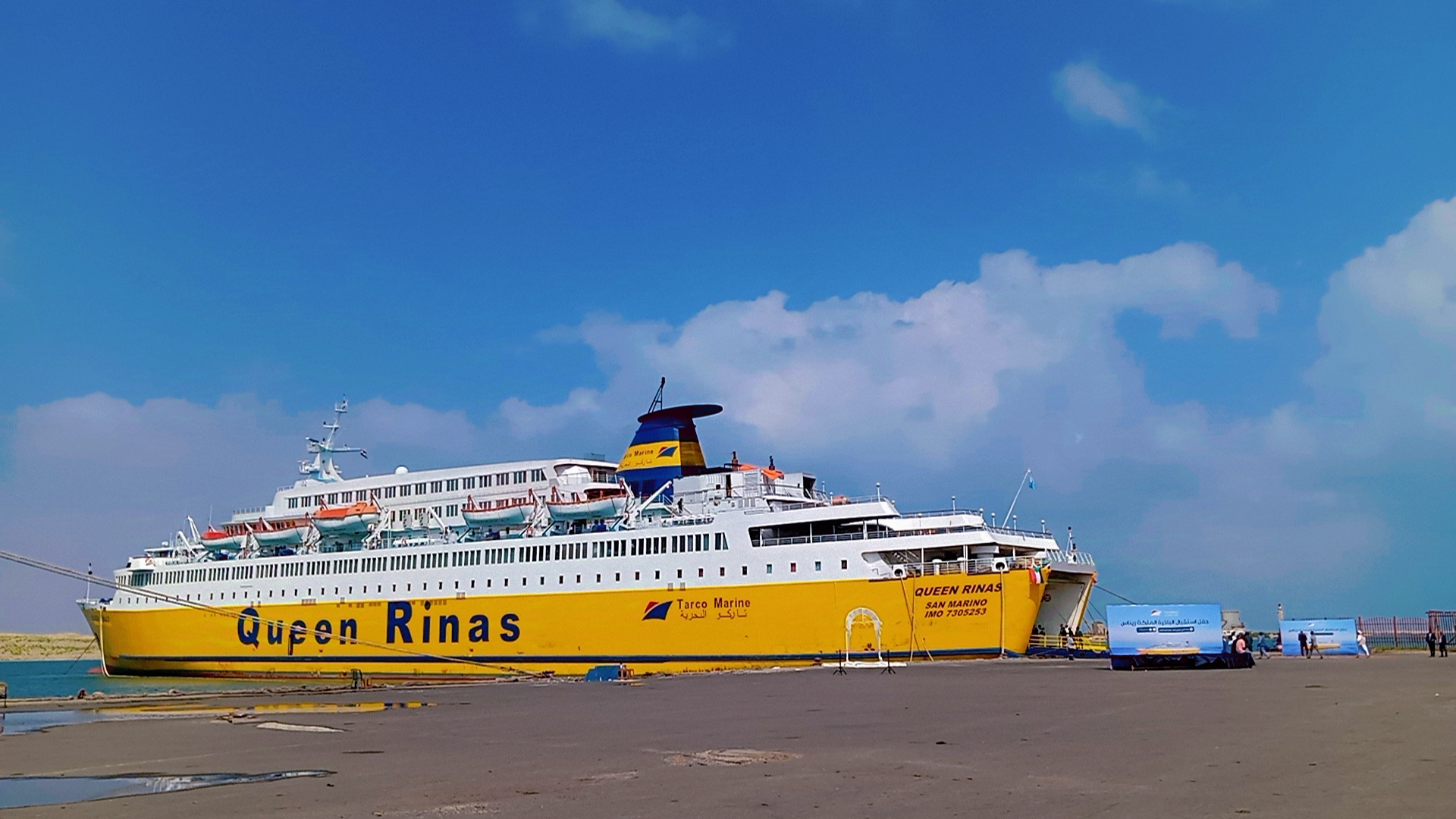

- ميناء أوسيف لتصدير خام الحديد والمعادن.

النقل النهري

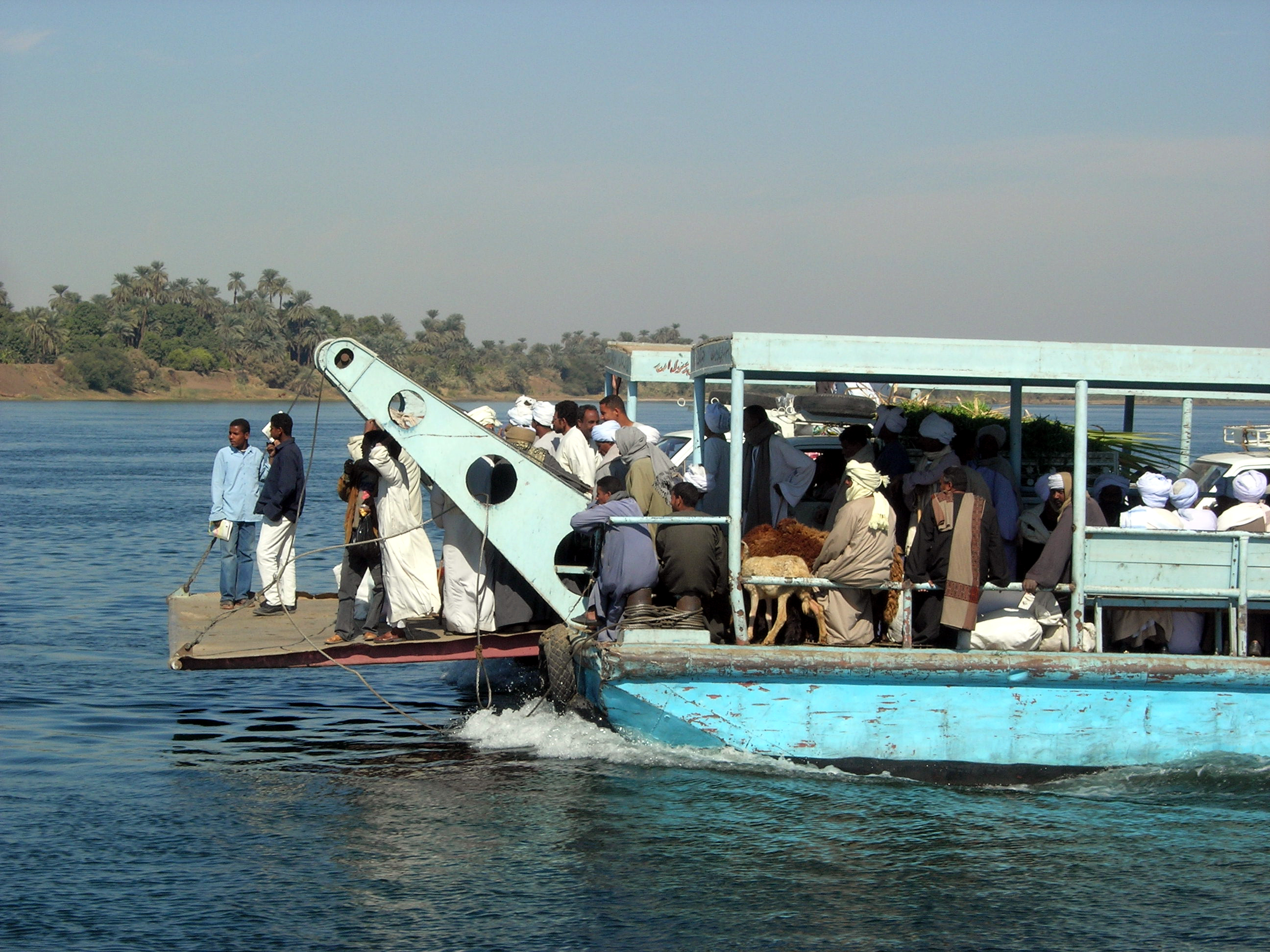
عبارة نيلية

وهو من أهم وسائل النقل نظراً لوجود العديد من الأنهار صالحة للملاحة في السودان. وتعد مجاري الأنهار خاصة نهر النيل، من أهم وسائل السياحة النهرية، ويربط السودان بكل من مصر عن طريق مدينة وادي حلفا عن طريق مشغل نقل نهري بين البلدين (هيئة وادي النيل للملاحة النهرية)، ودولة جنوب السودان عن طريق مدينة كوستي.

## انظر ايضا

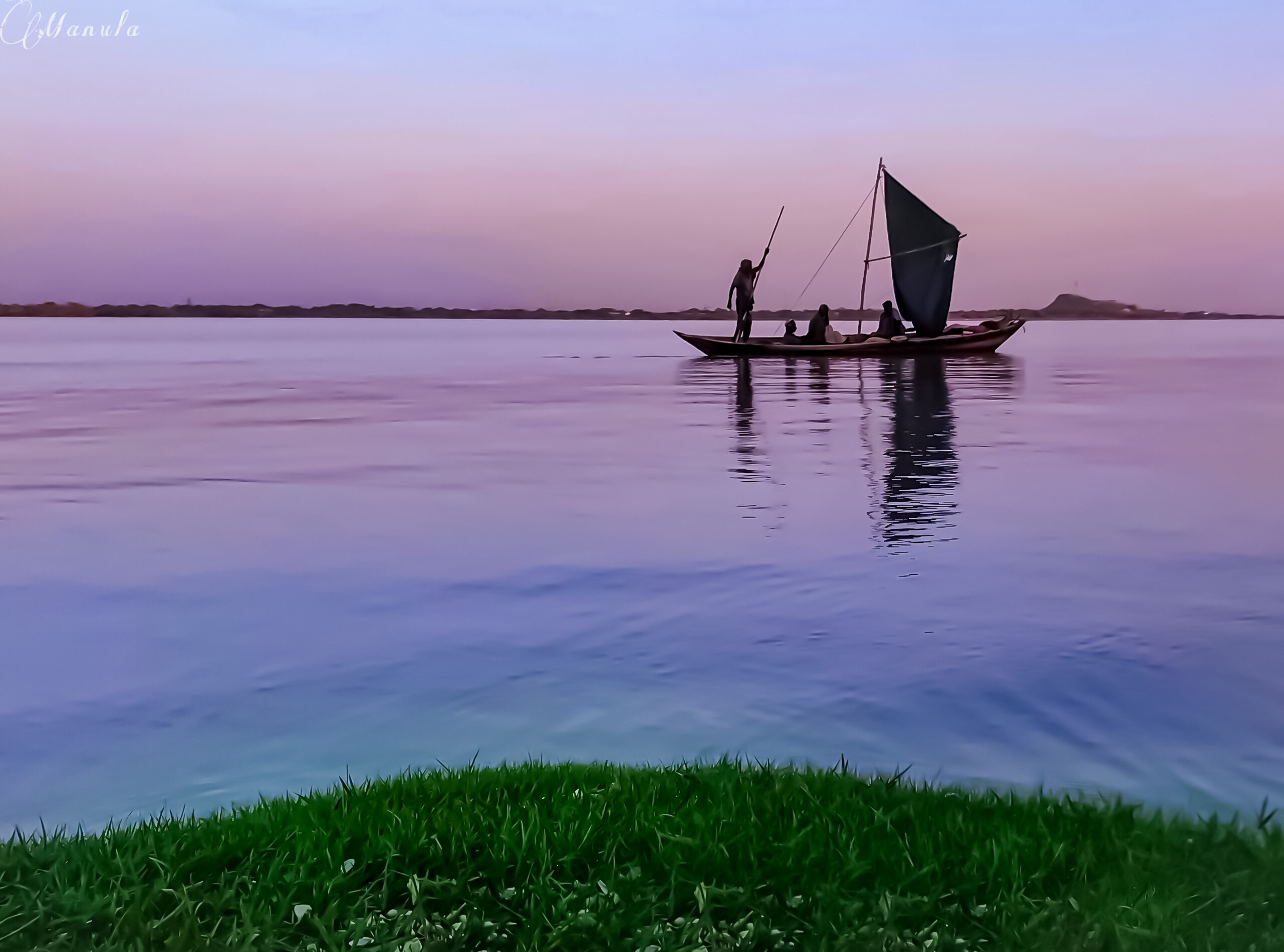
عباره نيلية

- ميناء الخرطوم البري
- السكك الحديدية في السودان